# Rhinocypha tincta
Rhinocypha tincta är en trollsländeart. Rhinocypha tincta ingår i släktet Rhinocypha och familjen Chlorocyphidae.

## Underarter
Arten delas in i följande underarter:
- R. t. adusta
- R. t. amanda
- R. t. dentiplaga
- R. t. retrograda
- R. t. sagitta
- R. t. semitincta
- R. t. tincta